# Plano mental
O plano mental, Devachan, mundo do pensamento, ou mundo celeste, é um conceito presente em diversas religiões e correntes filosóficas do mundo. Designa um nível universal de existência que é constituído apenas de pensamento, e segundo estes credos não se trata de um produto da atividade cerebral, mas sim é um plano de vida e consciência objetivo e de maior abrangência em relação ao plano da matéria visível por todos, sendo um dos vários planos que formam a estrutura do universo. A maior parte dos sistemas de cosmologia que dele tratam o localizam entre o plano astral e os planos espirituais que se estendem acima.

## Origens do conceito
O plano mental é mencionado no Taittiriya Upanishad indiano, datado do século VII a.C., que cita cinco planos universais de consciência e coloca o mental no nível central. Esta fonte foi importante no desenvolvimento da ontologia Vedanta Advaíta e seus cinco koshas.
Buda também menciona uma região espiritual "circundada por sete séries de balaustradas, sete séries de vastas cortinas, sete séries de árvores balouçantes. Esta mansão sagrada dos Arhats é governada pelos Tathâgatas e é possuída pelos Bodhisattvas. Tem sete lagos preciosos, dos quais jorram águas cristalinas possuidoras de sete e mais uma distintas qualidades e propriedades. Este, oh Sâriputra, é o Devachan. Sua divina flor Udambara lança uma raiz na sombra de cada Terra, e flori para todos os que a encontram. Aqueles renascidos nesta região bendita – os que cruzaram a ponte dourada e chegaram às sete montanhas douradas – estes são verdadeiramente felizes; para eles não há mais sofrimento ou tristeza neste ciclo." 
O conceito encontra paralelo no mundo das ideias ou das formas arquetípicas do sistema de Platão e sua descendência, especialmente na metafísica Neoplatônica, onde o Nous é apenas uma das hipóstases.

## Século XIX
Esta concepção só seria desenvolvida mais extensamente no ocidente no século XIX, com o surgimento das escolas Teosóficas, Herméticas e Cabalísticas, que foram a base para sua elaboração pelo esoterismo contemporâneo.
Samuel Mathers, em sua Kabbalah Unveiled, divide os sephiroth, salvo Malkuth, em três tríades: a intelectual, a moral e a astral, sendo que a intelectual pode ser comparada ao Nous grego. Um sistema semelhante foi desenvolvido pouco depois por Max e Alma Theon, estabelecendo que a Divindade inefável emana uma série de mundos sublimes, dos quais o mais inferior é composto de sete estados, dos quais o intermédio é o mental ou intelectual.
Helena Blavatsky desenvolveu um sistema sincrético baseada em tradições orientais, egípcias, hebraicas e platônicas, onde existiriam sete planos de existência, e o plano mental é referido como a sede do Manas, ou Mente, sendo um plano relativo ao sistema solar com uma contrapartida cósmica muito mais elevada. No Glossário Teosófico o termo Devachan aparece definido como um estado intermédio entre duas vidas terrestres, onde o Ego humano (sua Individualidade espiritual oposta à sua personalidade concreta manifesta na Terra) entra após a desintegração de seus princípios inferiores depois da morte do corpo. Equivale ao Svarga dos Hindus, ao Sukhavati dos Budistas, e ao Céu dos Cristãos, Zoroastrianos e Muçulmanos, um mundo onde cada indivíduo "vive numa esfera criada por seus próprios pensamentos e onde os produtos de sua própria ideação espiritual lhe aparecem substanciais e objetivos"
Max Heindel, seguindo a linha Rosacruciana, diz que o mundo mental é dividido em duas regiões, a inferior do pensamento concreto e a superior do pensamento abstrato.

## Apreciações posteriores
Sri Aurobindo desenvolveu um sistema ligeiramente distinto, com sete planos cósmicos dos quais o mental é o terceiro a partir de baixo, mas em suas linhas gerais espelha as descrições de outras escolas.
Os teosofistas posteriores a Blavatsky como Charles Leadbeater, Annie Besant e Alice Bailey deixaram várias descrições do plano mental. Especialmente Leadbeater escreveu extensamente sobre ele, e sua descrição em linhas gerais pode ser tomada como concorde com as descrições de outras escolas.

### Descrição
Segundo Leadbeater o plano mental é um dos cinco grandes planos de existência, localizado entre o plano físico e o plano astral abaixo, e o plano búdico e o plano monádico acima, sendo a morada de Manas ou Inteligência, um dos princípios constituintes do Homem, e é subdividido em duas regiões: o plano mental superior e o plano mental inferior.
O plano mental teria uma existência concomitante aos outros planos do ser e interpenetrando-os, mas por ser constituído de matéria muito mais sutil, seria invisível aos olhos físicos. Sua subdivisão superior é a das ideias abstratas e espirituais, e a inferior está ligada ao mundo concreto. É uma região onde suas próprias características constitutivas impedem a existência da infelicidade, sendo onde todos os pensamentos nobres e puros encontram sua frutificação em forma de beatitude.
É uma das vestimentas da Deidade e uma divisão de Sua própria vida, é a morada do Ego humano e de outras classes de seres como os Anjos (os Devas da mitologia Hindu, e daí o seu nome Devachan, morada dos deuses), é o plano de registro de todos os pensamentos formulados por todos os seres pensantes, e nesse sentido é a memória viva e imperecível da Natureza, sendo possível a quem ali chegue após a morte, ou disponha da percepção necessária em vida, observar todo o curso da história mundial como se testemunhasse pessoalmente os eventos. É um mundo de sensações coloríficas, sonoras e luminosas onipresentes. Sua natureza fluídica responde imediatamente a quaisquer pensamentos formulados, por serem, pensamento e matéria mental constituitivamente idênticas. A comunicação entre os seres se faz, assim, instantânea e sem possibilidade de equívoco ou dissimulação, pois cada pensamento assume uma forma própria que de pronto é percebida pelo interlocutor.
Após a morte do corpo, e tendo ultrapassado o plano astral, a pessoa que adentra o mundo mental vive em um corpo formado pela matéria correspondente a este plano, igualmente de caráter mental, mas só pode ali viver conscientemente se durante sua vida na Terra tiver tido pelo menos algum pensamento altruísta, senão passará pela região como se estivesse a sonhar.
Este plano é de certa maneira acessível também a todos os seres pensantes ainda encarnados, pois é ali que nasce todo o pensamento, embora somente aqueles que tiveram sua visão mental aberta possam recordar conscientemente e com clareza o que acontece no entorno. Os demais apenas captam ligeiros vislumbres sob forma de ideias ou fugazes lampejos de seu cenário glorioso.